# Rio Preto (Pernambuco)
O rio Preto é um curso de água que banha o estado de Pernambuco, sendo afluente do rio Una, pela sua margem esquerda.